# アーネスト・タウンゼンド
アーネスト・タウンゼンド（英: Ernest Townsend、1880年1月1日 - 1944年1月22日）はイングランド・ダービー出身の肖像画家。
タウンゼンドはダービー芸術大学、チェルシーのヘザーリー美術学校、ロイヤル・アカデミーで学んだ。1915年に制作したウィンストン・チャーチル海軍大臣の肖像画が代表作として知られる。この絵は現在、ロンドンの英国自由クラブで展示されている。
また彼はダービーにあるロールス・ロイスの飛行機エンジン工場の屋根を、ドイツ軍の爆撃機からただの村に見えるよう偽装するデザインの作成に関わった。

## 生い立ち
アーネスト・タウンゼンドは 5 人兄弟の末っ子としてダービーのパーラメント・ストリートに生まれた。父のジェームズはホームズ・オブ・ダービー（現在のサンダーソン・アンド・ホームズ）で馬車職人をしていた。馬車製作はタウンゼンド家で少なくとも三世代にわたって続けられてきた職業だった。ジェームズの父ウィリアムは1850年代後半にグロスタシャーのビットンからダービーに移り住んできた。アーネストは8歳まで姉が世話をした。
彼はアビイ・ストリート・スクールで初等教育を受け、14歳の時にダービーのジェームズ・ストリート23番通りにある建築会社ライト・アンド・ソープ（のちの T.H. ソープ・アソシエーツ）に見習いとして入った。ジュニア・パートナーのトーマス・ハリソン・ソープはタウンゼンドの芸術的才能をすぐに見抜き、二人の間には生涯にわたる友情が築かれた。

## ヘザーリー美術学校とロイヤル・アカデミー
タウンゼンドが早くから示した才能は本物であり、最終的に彼は建築会社を去ってロンドンのヘザーリー美術学校で勉学に専念した。次いで、ロイヤル・アカデミーの 5 年間の過程に進み、1907年1月まで絵画学部に在籍した。彼の指導教員にはジョン・シンガー・サージェントやローレンス・アルマ＝タデマがいた。彼の学友にはオーブリー・ビアズリー、アルフレッド・マニングス、オーガスタス・ジョン、ラウラ・ナイトがいた。後述の通り、タウンゼンドは1910年から1937年の間に 15 点の絵画をアカデミーに出展した。
当時彼は貧乏学生だったため、兄のウィリアム・ポールソン・タウンゼンドと同居していた。ウィルソンはのち王立裁縫学校のデザイン・マスターとなっており、様々な芸術出版物の著作・編集を手がけた。アーネストはそれらの雑誌類、特に『Art Worker's Quarterly』（季刊 芸術家）のデザイナーとして働き、収入を補った。
1904年に彼は肖像画でロイヤル・アカデミーのランシア奨学金を得、1905年には『Willows and Weeds』（柳と雑草）でアカデミーのクレジク賞を得た。この絵は彼の死後、家族によってダービー美術館へ寄贈された。

## ダービーへの帰還
1907年、彼はロンドンを離れた。パリとオランダにしばし留まった後ダービーに戻り、コックスベンチの近くに住みながらフル・ストリートにアトリエを構えた。1912年、友人のアルフレッド・マニングス、ラウラ・ナイトと同じく、1912年ストックホルムオリンピックの芸術競技においてイギリス代表として絵画を出品した。
25歳の時、以前通った美術学校の元校長 T.C. シモンズの肖像画制作を引き受けた。この絵はのち、ロイヤル・アカデミーの1910年夏の展覧会に入選した。その成功によって、図書館博物館・美術館の理事ウィリアム・クラウザーが1911年に引退した時、その肖像画制作を市から依頼されたとも考えられる。その後もタウンゼンドの生涯を通じ、市から「公式」の依頼が多く寄せられた。歴代市長の肖像画は現在、市議会の会議場で見ることができる。

### チャーチルの肖像画
タウンゼンドが1915年に描いたウィンストン・チャーチル海軍大臣の肖像画は、タウンゼンドの名を伏せて制作された。現在この絵はロンドンの英国自由クラブに展示されているが、1944年まではお蔵入りになっていた。チャーチルが1915年に初めてその絵を手にした時、彼はもはやクラブでの声望を失っていたからである。肖像画は一旦しまいこまれた。しかし1944年に彼が権勢を得ると、彼は遅ればせながら絵を引っ張り出させ、ようやくこの絵は日の目を見ることになった。

### ダービー・スケッチング・クラブ
アカデミー・スクールに（マニングス、ラウラ・ナイトら）芸術家のエリートグループがあったように、ダービーにも小規模ながら同様のグループがあった。すなわち、1901年-1910年頃のダービーには地元芸術家たちによる地元グループがあった。具体的にはアルフレッド・ジョン・キーン（初期の写真の佳作でも知られる）、S.H. パーキン、フランク・グレズリーが挙げられる。彼ら、およびあまり知られてはいないが同じく力量を持った画家たちは、ダービー・スケッチング・クラブを通じて交流し、タウンゼンドもその活動にすぐ惹きつけられた。彼は終生、クラブの会員となり、またそこを介して知り合ったアルフレッド・グディをパトロンとした。
タウンゼンドがピーター・キャンベルとその息子パーシーと知り合ったのもダービー・スケッチング・クラブだった。ピーターはベンローズ・カンパニーで商業デザイナーとして働くためストックトン・オン・ティーズから移り住んできたのだが、後にフリーランスとなった。彼はミッドランド鉄道に関わる作品を多く残している。キャンベル親子との交友の結果、タウンゼンドはダービーのハヴロック・ロードにあるキャンベル家（そこはもう殆ど田園地帯だった）に入り浸るようになった。三人は絵画だけでなく、アマチュア音楽でも意気投合した。その場合、ピーターの娘でピアノの達人でもあるドリスが加わり、父がバイオリン、タウンゼンドがバリトンを受け持った。ドリスはダービー・スケッチング・クラブの会員でもあった。1912年12月30日、クラパムの聖ジェームズ教会でタウンゼンドとドリスは結婚した。

## 第二次世界大戦
タウンゼンドが1944年に没したとき、働き過ぎが原因ではないかと言う者もいた。彼は戦争中、ダービーにあるロールス・ロイスの飛行機エンジン工場の偽装に使うデザイン制作で多忙だった。それらの工場はスピットファイアやホーカー・ハリケーンに搭載するマーリンエンジンを生産していた。タウンゼンドはその技術によって、上空からは工場が単なる村にしか見えないよう仕立て上げた。

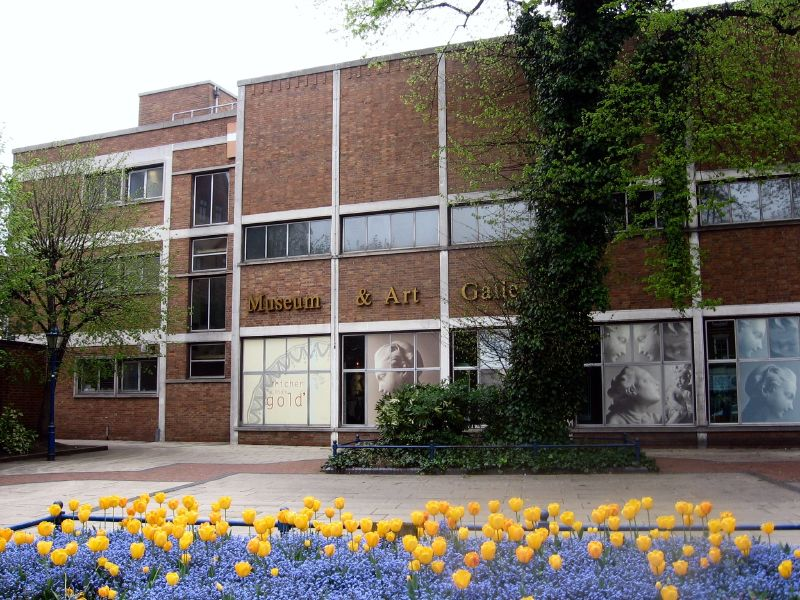
ダービー博物館・美術館

1944年、ダービー美術館は彼に敬意を表し、その記念展示を行なった。美術館は彼の作品を現在も多数コレクションしているが、常設展示はしていない。タウンゼンドは1944年に没したため、彼の作品は、その本国では2014年までパブリックドメインとならず、その利用には著作権者の許可が必要である。ダービーには、彼の作品の複製を多数、常時掲げた立ち飲みパブがある。

## 代表作
- Exeter Bridge, Derby
- Derby Fish Market by Night
- Winston Churchill, 1915
- Scene in Market Place during Gun Week, November 18th to 23rd 1918
- A Glimpse of Derby Market Place on Carnival Day, 1926
- Hospital Carnival Day, 1935[7]

## ロイヤル・アカデミーでの出展
アーネスト・タウンゼンドは1910年-1937年の間、ロイヤル・アカデミーに出展した。
- 1910年 - T C Simmonds Esq
- 1913年 - Arthur Smith Esq
- 1915年 - “And battle, death and destiny roll-on, while loving hearts beat anxiously at home.”
- 1916年 - A Native of Derbyshire & The Studio Doorway
- 1917年 - The Attic Stairs & A Derbyshire Cottage
- 1918年 - Gossip & Summer Morning
- 1919年 - The Balloon Man
- 1927年 - A Balloon Shop
- 1932年 - Hanna
- 1933年 - Schoolboy’s Holiday
- 1934年 - T Harrision Thorpe Esq
- 1937年 - Carnival Day in Derby